# Kumi, Uganda
Kumi  este un oraș  în  Uganda. Este reședinta  districtului Kumi.